# 岩本昌樹 (フットサル選手)
岩本 昌樹（いわもと まさき、1976年1月5日 - ）は、千葉県出身のフットサル選手。Fリーグのバルドラール浦安一筋の選手であり、2018年に現役引退した。

## 経歴
明海大学卒業後、明海大学OBを中心にフットサルチームを結成し、このチームがバルドラール浦安の前身である。2018年に現役引退した。